# Embargo Act

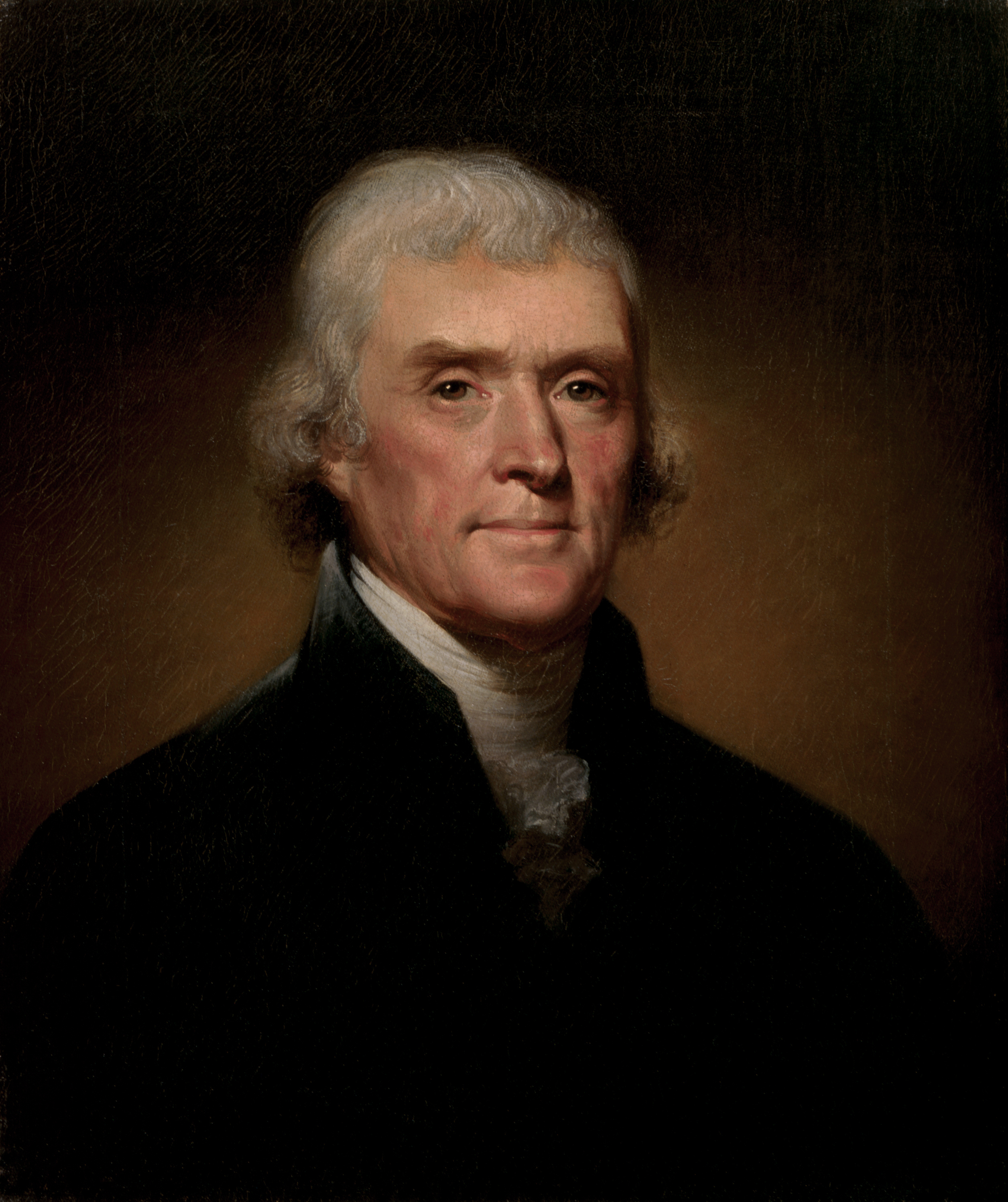
Thomas Jefferson.

De Embargo Act (Nederlands: Embargowet) is een federale wet in de Verenigde Staten, ondertekend door president Thomas Jefferson op 22 december 1807, die een algemeen handelsembargo oplegde aan alle schepen gelegen in de havens en de plaatsen die ressorteren onder de Amerikaanse jurisdictie. De wet diende als vergeldingsmaatregel en had als doel de Britse en Franse economie te treffen, maar trof in de praktijk vooral de eigen Amerikaanse economie. De Non-Intercourse Act van 1 maart 1809 schafte het handelsembargo 15 maanden later opnieuw af.

## Aanleiding

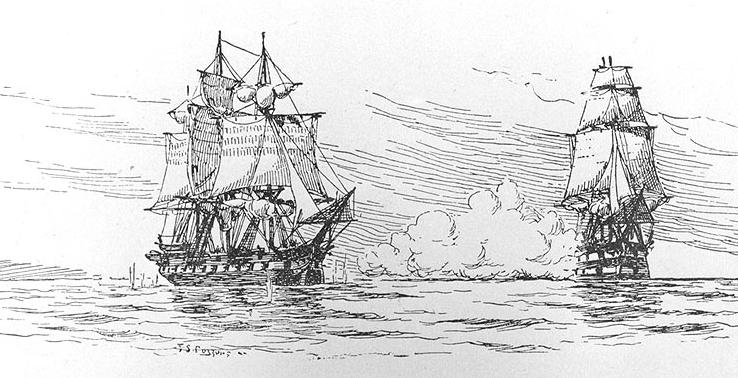
Onder meer de gebeurtenissen in de Chesapeake-Leopard-affaire waren een aanleiding voor het embargo.

Het embargo werd ingesteld naar aanleiding van verscheidene schendingen van de neutraliteit van de Verenigde Staten daar in de marge van de Coalitieoorlogen tegen de Franse keizer Napoleon Bonaparte meerdere Amerikaanse handelsschepen werden aangevallen door Europese marineschepen. Vooral de Britse Royal Navy dwong duizenden Brits-Amerikaanse zeelieden om te dienen op Britse oorlogsschepen. Volgens het Britse recht waren Amerikanen immers nog steeds onderdanen van de Kroon indien ze waren geboren voor de Amerikaanse onafhankelijkheid, met andere woorden indien ze waren geboren in de Britse Dertien koloniën. De Chesapeake-Leopard-affaire, een militair incident tussen Britse en Amerikaanse oorlogsschepen, werd in de VS opgevat als een duidelijk en ernstig geval van de schending van de Amerikaanse neutraliteit door een Europese grootmacht. De Britten en de Fransen, vijanden van elkaar in de Coalitieoorlogen, beschouwden de occasionele plundering van Amerikaanse handelsschepen dan weer als een noodzakelijk kwaad om te oorlog te kunnen winnen. De plunderingen van Amerikaanse handelsschepen en de impliciete steun door de Britten en Fransen van deze plunderingen werden in de VS door sommigen zelfs aangehaald ter rechtvaardiging van een eventuele Amerikaanse oorlogsverklaring.

## Wetgevingsproces
President Thomas Jefferson stelde zich aanvankelijk terughoudend op en woog de steun voor vergeldingsmaatregelen af in de Amerikaanse publieke opinie. Hij adviseerde het Congres om in te grijpen op economisch vlak, eerder dan op militair vlak. Op 18 december 1807 diende senator Samuel Smith uit Maryland het wetsvoorstel in ter invoering van het handelsembargo. Nog dezelfde dag keurde de Senaat het wetsvoorstel goed, met 22 stemmen tegen 6. Het Huis van Afgevaardigden stemde op 21 december 1807 in met het wetsvoorstel met 82 stemmen tegen 44, zij het dat de tekst in deze kamer van het Congres werd geamendeerd. Daags nadien werd het geamendeerde wetsvoorstel zonder wijzigingen bevestigd door de Senaat. President Jefferson ondertekende de wet op 22 december 1807. De wet kwam tot stand in vier dagen tijd.

## Gevolgen
De Amerikanen verwachtten dat deze maatregel de Britse en Franse economie zodanig zou treffen dat ze zouden afzien van hun plunderingen van Amerikaanse schepen en de Amerikaanse neutraliteit weerom zouden respecteren. In de feiten werd de Embargo Act echter een mislukking op zowel economisch als op diplomatiek vlak, daar ze geen efficiënte dwangmaatregel bleek te zijn. De wet woog in tegendeel zwaar op de Amerikaanse economie en de Amerikaanse bevolking.
Een brede ontwijking van het embargo door Amerikaanse handelaars, zowel op de zee- als op de binnenvaart, en het benutten van de achterpoortjes van de Embargo Act maakten dat de wet een eerder geringe impact had op de Britten en de Fransen. De Britse handelaars namen bovendien de handelsroutes naar Zuid-Amerika over van de Amerikanen, die ze niet langer aandeden vanwege het embargo. De toegenomen handel met Zuid-Amerikaanse landen compenseerden de verliezen die het embargo toebracht aan de Britse economie.
Het embargo lokte in de Verenigde Staten protest uit, vooral in de grote handelssteden in New England. De Federalistische Partij, die oppositie voerde tegen de Democratisch-Republikeinse Partij van zittend president Thomas Jefferson, kwam versterkt uit deze periode en won zetels bij, zowel in het Congres als in het Kiescollege in het kader van de presidentsverkiezingen van 1808, zij het dat hun presidentskandidaat Charles Cotesworth Pinckney de kiesstrijd alsnog verloor van James Madison.

## Afschaffing
De Embargo Act werd na 15 maanden afgeschaft door de Non-Intercourse Act op 1 maart 1809, enkele dagen voor het einde van het presidentschap van Thomas Jefferson. De diplomatieke spanning tussen de Verenigde Staten en het Verenigd Koninkrijk zouden echter aanhouden en leiden tot de Oorlog van 1812 enkele jaren later.